# ヴァッラルサ
ヴァッラルサ（イタリア語: Vallarsa）は、イタリア共和国トレンティーノ＝アルト・アディジェ州トレント自治県にある、人口約1300人の基礎自治体（コムーネ）。

## 地理

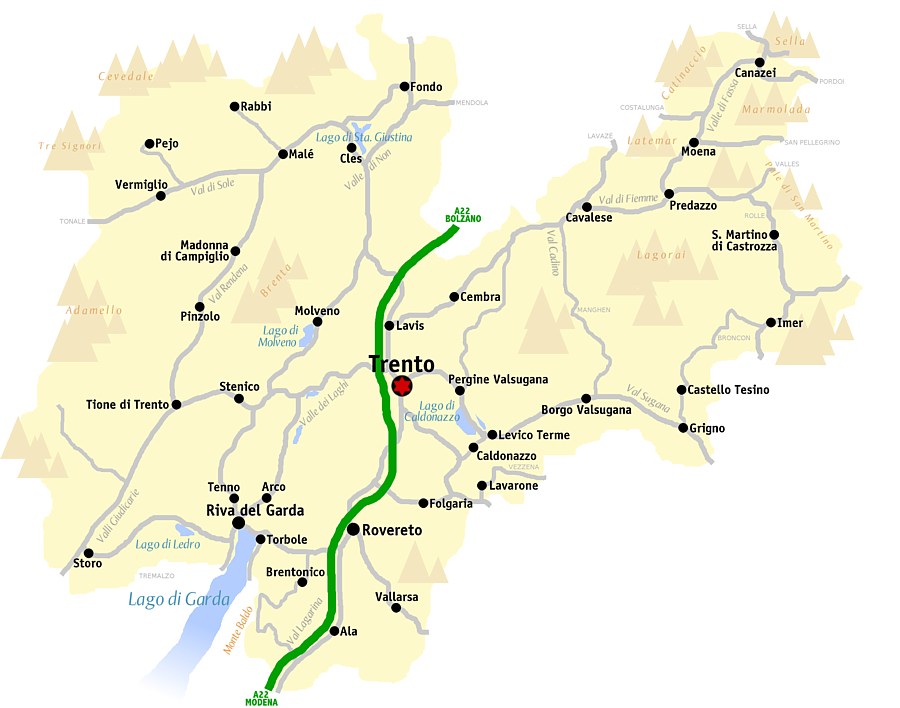
トレント県概略図

### 位置・広がり
トレント自治県南部に位置するコムーネ。ロヴェレートから南南東へ13km、県都トレントから南へ33kmの距離にある。

#### 隣接コムーネ
隣接するコムーネは以下の通り。
| - ロヴェレート - トランビレーノ - アーラ - ヴァッリ・デル・パズービオ (VI) - レコアーロ・テルメ (VI) |

## 行政

### Comunita di valle
トレント自治県が設置した広域行政組織 Comunita di valle 「ヴァッラガリーナ」 (it:Comunita della Vallagarina)  （事務所所在地: ロヴェレート）に属する。

### 分離集落
ヴァッラルサには、以下の分離集落（フラツィオーネ）がある。
- Albaredo, Foppiano, Zanolli, Matassone, Aste,Riva di Vallarsa,Obra, Ometto, S.Anna,Arlanch, Anghebeni, Foxi,Camposilvano